# Normandiodendron
Normandiodendron là một chi thực vật có hoa trong họ Đậu.